# TVE HD
TVE HD è stato un canale televisivo in alta definizione edito da RTVE. Ha cominciato le trasmissioni in prove sul multiplex 32 a Valladolid, ma ha aumentato la copertura a fino raggiungere tutto il territorio spagnolo il 3 aprile 2010, data dello spegnimento analogico.

## Storia
TVE HD ha trasmesso in via sperimentale durante le Olimpiadi di Pechino, e solo per gli abbonati a Digital+.
Dopo le Olimpiadi, TVE HD sospese le trasmissioni, le quali saranno riprese un anno dopo a partire all'area urbana di Valladolid. La copertura sarà completa dopo lo spegnimento dell'analogico previsto per fine marzo 2010.
Ha chiuso i battenti il 31 dicembre 2013, sostituito dalla versione HD di La 1.

## Palinsesto
Il palinsesto di TVE HD è costituito da film, film di animazione, fiction come Cuéntame cómo pasó, Águila roja e l'archivio documentario in alta definizione di Televisión Española, ad esempio documentari e classici di TVE, come Al filo de lo imposible. Poi, si inizieranno le emissioni in simulcast con altri canali di TVE.